# Општина Ренче-Вогрско
Општина Ренче-Вогрско (словен. Renče-Vogrsko) је једна од општина Горишке регије у држави Словенији. Седиште општине је село Буковица.

## Насеља општине
| - Буковица - Вогрско - Волчја Драга - Домбрава - Ошевљек - Ренче |

Шаблон:Ренче-Вогрско